# Maréchaussée de Bourgogne
La maréchaussée de Bourgogne combinait un tribunal prévôtal et une compagnie de maréchaussée d'Ancien Régime ayant pour circonscription le Gouvernement de Bourgogne.

## Organisation générale
Le prévôt général résidait à Dijon et était assisté au niveau de la justice, comme tous les autres prévôts qui étaient sous ses ordres, par :
- Un lieutenant ;
- Un assesseur ;
- Un procureur du roi ;
- Un greffier en chef.

Il jugeait, comme tous les autres prévôts qui étaient sous ses ordres, :
- souverainement dans les cas prévôtaux,
- à charge d'appel dans les duels.

Les jugement étaient rendus assistés des officiers des bailliages de leurs arrondissements, dans l'étendue desquels les délits avaient été commis.
Chaque prévôt particulier avait, sous lui, un lieutenant et les mêmes officiers de justice que le prévôt général, à l'exception de ceux de Belley et de Gex qui n'avaient pas de lieutenant.
Selon Claude Courtépée et Edme Beguillet, par un édit du mois de mars 1720, les compagnies des maréchaussées de Bourgogne furent déclarées faire partie intégrante du corps de la gendarmerie et furent placées sous le commandement des maréchaux de France.
Puis, par un édit de 1721, les gouverneurs de Bourgogne furent maintenus dans leur droit de disposer de tous les offices et places de maréchaussée de Bourgogne.
Enfin, l'ordonnance de 1769 conserva les privilèges des maréchaussées des Bourgogne ; elle l'augmenta de deux cents brigades ; elle donna le rang de lieutenant-colonel de cavalerie aux prévôts généraux, celui de capitaine aux lieutenants, etc ; elle augmenta aussi les appointements des officiers d'épée.

## Brigades
La maréchaussée de Bourgogne était distribuée en vingt-sept brigades dont le ressort  était appelé résidence.
Il y avait onze résidences principales et seize secondaires, qui en dépendaient, à savoir :
| Résidences principales | Résidences secondaires | Commandement                                     | Composition                                                     |
| ---------------------- | ---------------------- | ------------------------------------------------ | --------------------------------------------------------------- |
| Dijon                  | Dijon                  | prévôt général et un lieutenant                  | Un brigadier, un sous-brigadier, des cavaliers et une trompette |
| Dijon                  | Auxonne                | lieutenant du prévôt général et brigadier        | un sous-brigadier, des cavaliers                                |
| Dijon                  | Saint-Seine            | lieutenant du prévôt général et du brigadier     | un sous-brigadier, des cavaliers                                |
| Dijon                  | Vitteaux               | lieutenant du prévôt général et du brigadier     | un sous-brigadier, des cavaliers                                |
| Châtillon-sur-Seine    | Châtillon-sur-Seine    | un prévôt particulier et d'un lieutenant         | un brigadier, des cavaliers                                     |
| Châtillon-sur-Seine    | Bar-sur-Seine          | lieutenant du prévôt particulier et du brigadier | un sous-brigadier, des cavaliers                                |
| Châlon-sur-Saône       | Châlon-sur-Saône       | prévôt particulier et d'un lieutenant            | un brigadier, des cavaliers                                     |
| Châlon-sur-Saône       | Louhans                | lieutenant du prévôt particulier et du brigadier | un sous-brigadier, des cavaliers                                |
| Châlon-sur-Saône       | Seurre                 | lieutenant du prévôt particulier et du brigadier | un sous-brigadier, des cavaliers                                |
| Autun                  | Autun                  | prévôt particulier et d'un lieutenant            | un brigadier, des cavaliers                                     |
| Autun                  | Beaune                 | lieutenant du prévôt particulier et du brigadier | un sous-brigadier, des cavaliers                                |
| Autun                  | Ivry                   | lieutenant du prévôt particulier et du brigadier | un sous-brigadier, des cavaliers                                |
| Mâcon                  | Mâcon                  | prévôt particulier et d'un lieutenant            | un brigadier, des cavaliers                                     |
| Mâcon                  | Tournus                | lieutenant du prévôt particulier et du brigadier | un sous-brigadier, des cavaliers                                |
| Charolles              | Charolles              | prévôt particulier et d'un lieutenant            | un brigadier, des cavaliers                                     |
| Charolles              | Toulon-sur-Arroux      | lieutenant du prévôt particulier et du brigadier | un sous-brigadier, des cavaliers                                |
| Auxerre                | Auxerre                | prévôt particulier et d'un lieutenant            | un brigadier, des cavaliers                                     |
| Auxerre                | Avallon                | lieutenant du prévôt particulier et du brigadier | un sous-brigadier, des cavaliers                                |
| Auxerre                | Saulieu                | lieutenant du prévôt particulier et du brigadier | un sous-brigadier, des cavaliers                                |
| Auxerre                | Noyers                 | lieutenant du prévôt particulier et du brigadier | un sous-brigadier, des cavaliers                                |
| Montbar                | Montbar                | prévôt particulier et d'un lieutenant            | un brigadier, des cavaliers                                     |
| Bourg-en-Bresse        | Bourg-en-Bresse        | un prévôt particulier et d'un lieutenant         | un brigadier, des cavaliers                                     |
| Bourg-en-Bresse        | Montluel               | lieutenant du prévôt particulier et du brigadier | un sous-brigadier, des cavaliers                                |
| Bourg-en-Bresse        | Saint-Julien           | lieutenant du prévôt particulier et du brigadier | un sous-brigadier, des cavaliers                                |
| Belley                 | Belley                 | prévôt particulier                               | un brigadier, des cavaliers                                     |
| Belley                 | Saint-Martin-du-Fresne | autorité directe du brigadier                    | un sous-brigadier, des cavaliers                                |
| Gex                    | Gex                    | prévôt particulier                               | un brigadier, des cavaliers                                     |